# The Kooks
The Kooks sono un gruppo musicale indie rock britannico formato nel 2004 a Brighton, nell'East Sussex. Il loro nome è ispirato alla canzone del cantante David Bowie chiamata proprio Kooks, contenuta nell'album Hunky Dory.

## Storia del gruppo

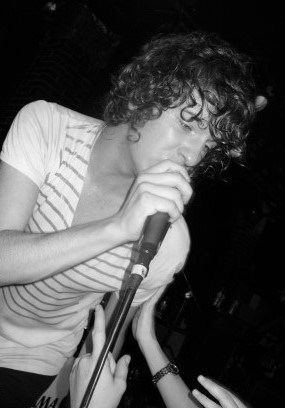
Luke Pritchard, il frontman del gruppo

La band fino al 2008 era composta da Luke Pritchard (voce e chitarra), Hugh Harris (chitarra), Max Rafferty (basso) e Paul Garred (batteria).  Max Rafferty lasciò la band per motivi legati all'uso della droga e attualmente è il cantante dei The Third Man, mentre Paul Garred fu costretto a lasciare temporaneamente il gruppo per problemi al braccio. Il nuovo bassista fu Dan Logan, poi sostituito definitivamente da Pete Denton, mentre Paul Garred fu sostituito per un lungo periodo da Chris Prendergast.
Il primo album dei Kooks (Inside In/Inside Out) (firmato Virgin Records) ha venduto più di 1 000 000 di copie nel Regno Unito e dopo l'uscita di quest'ultimo hanno subito intrapreso il loro primo tour che è partito dalla città di New York. Tuttavia il loro successo raggiunse l'apice con due pezzi, ossia You Don't Love Me e Naïve, composta da Luke Pritchard da adolescente.
I quattro inglesi, dopo vari concerti tenuti tra il 2006 e 2008, producono un altro album, Konk, dove emergono richiami alla musica pop e rock con linee melodiche semplici, ma pur sempre originali. L'album, sempre prodotto da Tony Hoffer, riscuote un enorme successo soprattutto per i brani come Do You Wanna?, Always Where I Need to Be e Shine On. Inoltre Konk è accompagnato da un cd inedito, Rak, che contiene pezzi bonus e meno studiati, ma che fanno emergere la bravura della band inglese e il loro modo di abbracciare vari stili musicali, regalando all'ascoltatore atmosfere diverse da brano a brano.

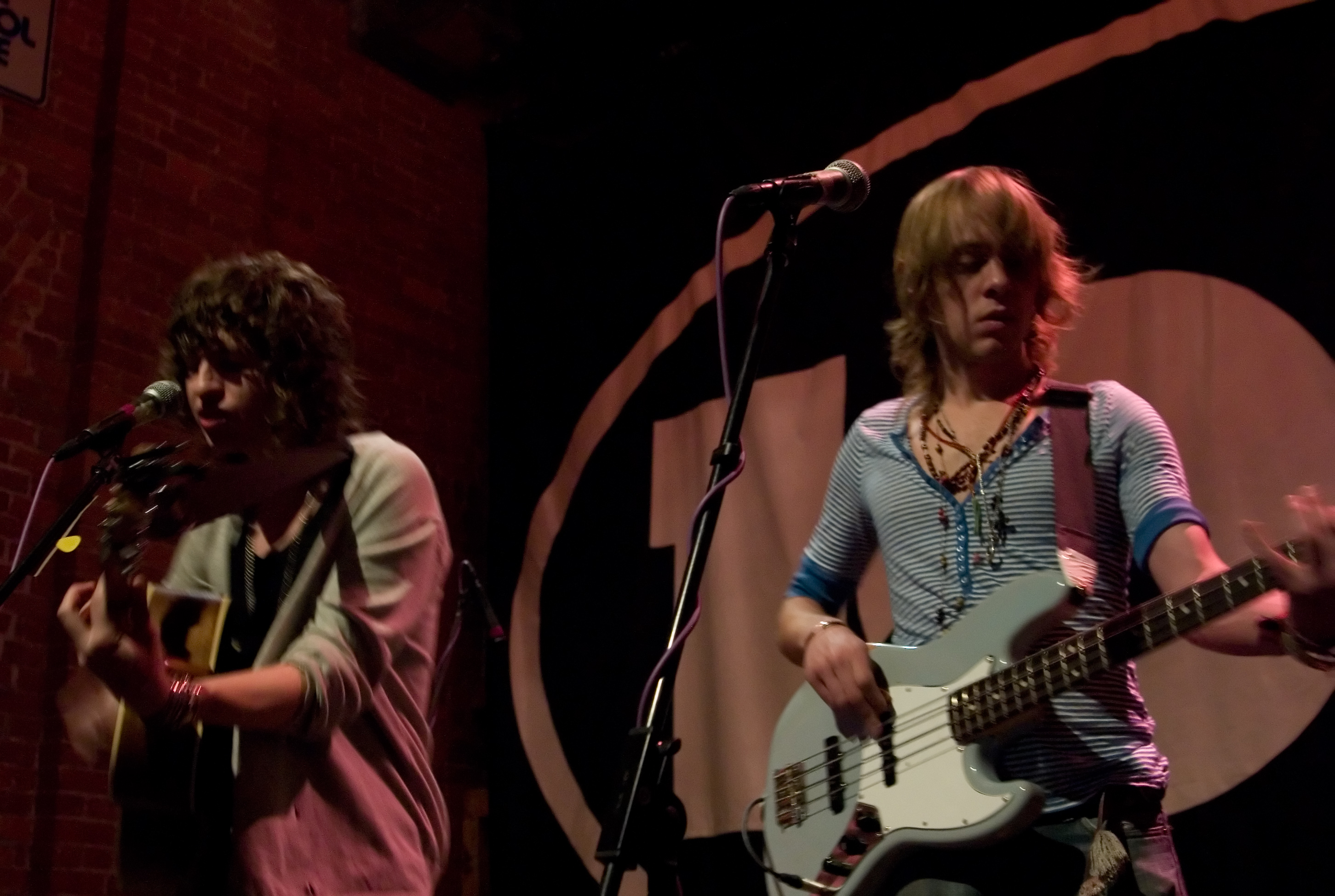
Pritchard e Max Rafferty (2007)

Il 12 settembre 2011 esce il terzo album della band, Junk of the Heart, che presenta dodici tracce già anticipate dal leader Pritchard in vari concerti o in radio. L'album è stato preceduto dai singoli Junk of the Heart (Happy) e Is It Me, pubblicati rispettivamente il 12 luglio e il 4 settembre. Inoltre il cd presenta varie tracce, ognuna con un proprio stile. Tra questa vi sono How'd You Like That, Rosie, Taking Pictures of You, Fuck the World Off, Time Above the Earth, Runaway, Killing Me, Petulia (un tributo a Charles Haddon), Eskimo Kiss e Mr. Nice Guy. Il cd, prodotto dall'illustre Tony Hoffer e firmato Virgin, ha conosciuto una notevole vendita di copie. La maggior parte delle tracce sono state scritte da Luke Pritchard eccetto How'd You Like That, Rosie, Time Above the Earth e Killing Me composta da Luke e Hugh Harris, mentre Junk of the Heart e Runaway sono state scritte da Luke e Tony Hoffer. Mr. Nice Guy è stata composta insieme a Pete Denton (bassista). Inoltre, la canzone Petulia è stata registrata a Perugia.
Nel 2014 esce il quarto album del gruppo, Listen.
Nell'agosto 2018 la band torna sulla scena pubblicando l'album Let's Go Sunshine.

## Stile musicale
Le loro influenze musicali sono legate soprattutto al britpop degli anni sessanta, ma non mancano le sfumature blues (es. Time Awaits), funky, reggae (presente in brani come Tick of Time o The King and I) e country (come si nota in Hatful of Love oppure in All over Town, con armonie simili a quelle di Bob Dylan, ammirato dallo stesso cantante Luke). 
Con Junk of the Heart i Kooks mostrano uno stile nuovo e diverso da quello degli album precedenti. Il loro sound è maturato, improntato quasi su uno stile tra gli anni sessanta e ottanta ma talvolta con accenni di musica elettronica. Pezzi come Runaway e Rosie sono due chiari esempi di questo nuovo stile. 
Il loro quarto album, Listen, include molte più percussioni e ritmi incrociati rispetto al materiale precedente. Pritchard ha descritto l'album come "sonetti di percussioni". 
La musica della band è stata variamente descritta come pop, pop-rock e indie-rock.

## Formazione
Attuale
- Luke Pritchard – voce (2004-presente)
- Hugh Harris – chitarra (2004-presente)
- Alexis Nunez – batteria (2012-presente)

Ex componenti
- Max Rafferty - basso (2004 - 2008)
- Dan Logan - basso (2008)
- Chris Prendergast– batteria (2010-2011)
- Paul Garred - batteria (2004-2010; 2011-2012)
- Peter Denton - basso (2008-2018)

## Discografia

### Album in studio
- 2006 – Inside In/Inside Out
- 2008 – Konk
- 2011 – Junk of the Heart
- 2014 – Listen
- 2018 – Let's Go Sunshine
- 2025 – Never/Know

### EP
- 2014 – Down EP

### Singoli
| Anno | Singolo                   | Posizione in classifica | Posizione in classifica | Posizione in classifica | Posizione in classifica | Posizione in classifica | Posizione in classifica | Album                |
| Anno | Singolo                   | UK                      | GER                     | IRE                     | NLD                     | NZ                      | US Alt.                 | Album                |
| ---- | ------------------------- | ----------------------- | ----------------------- | ----------------------- | ----------------------- | ----------------------- | ----------------------- | -------------------- |
| 2005 | Eddie's Gun               | 35                      | —                       | —                       | —                       | 23                      | —                       | Inside In/Inside Out |
| 2005 | Sofa Song                 | 28                      | —                       | —                       | —                       | —                       | —                       | Inside In/Inside Out |
| 2006 | You Don't Love Me         | 12                      | —                       | —                       | —                       | —                       | —                       | Inside In/Inside Out |
| 2006 | Naïve                     | 5                       | —                       | —                       | 82                      | 15                      | 22                      | Inside In/Inside Out |
| 2006 | She Moves in Her Own Way  | 7                       | 55                      | 11                      | 55                      | 11                      | 39                      | Inside In/Inside Out |
| 2006 | Ooh La                    | 20                      | —                       | 38                      | —                       | —                       | —                       | Inside In/Inside Out |
| 2008 | Always Where I Need to Be | 3                       | 66                      | 15                      | 43                      | 40                      | 22                      | Konk                 |
| 2008 | Shine On                  | 25                      | —                       | 32                      | —                       | —                       | —                       | Konk                 |
| 2008 | Sway                      | 41                      | —                       | —                       | —                       | —                       | —                       | Konk                 |
| 2011 | Junk of the Heart (Happy) | —                       | 93                      | —                       | —                       | —                       | 27                      | Junk of the Heart    |
| 2011 | Is It Me                  | —                       | —                       | —                       | —                       | —                       | —                       | Junk of the Heart    |